# Bert Watson
Cecil Herbert Marriott Watson (23 de outubro de 1878 - 5 de março de 1961) foi um ex-jogador de futebol australiano que jogou com Melbourne na Victorian Football League (VFL).